# Odprto prvenstvo Avstralije 1997
Odprto prvenstvo Avstralije 1997 je teniški turnir, ki je potekal med 13. in 26. januarjem 1997 v Melbournu.

## Moški posamično
Pete Sampras :  Carlos Moyá 6–2, 6–3, 6–3

## Ženske posamično
Martina Hingis :  Mary Pierce 6–2, 6–2

## Moške dvojice
Todd Woodbridge /  Mark Woodforde :  Sébastien Lareau /  Alex O'Brien 4–6, 7–5, 7–5, 6–3

## Ženske dvojice
Martina Hingis /  Natalija Zverjeva :  Lindsay Davenport /  Lisa Raymond 6–2, 6–2

## Mešane dvojice
Manon Bollegraf /  Rick Leach :  Larisa Neiland /  John-Laffnie de Jager 6–3, 6–7(5–7), 7–5